# یواس‌اس لی (دی‌دی-۱۱۸)
یواس‌اس لی (دی‌دی-۱۱۸) (به انگلیسی: USS Lea (DD-118)) یک کشتی بود که طول آن ۹۵٫۸۱ متر (۳۱۴٫۳ فوت) بود. این کشتی در سال ۱۹۱۸ ساخته شد.